# Horrorra akadva 3.
A Horrorra akadva 3. (Scary Movie 3) egy 2003-as horrorparódia, a Horrorra akadva-sorozat harmadik darabja, amelyet – a korábbi részekkel ellentétben – a Wayans-fivérek helyett David Zucker, a Csupasz pisztoly és az Airplane! direktora rendezett.
Az Amerikai Egyesült Államokban október 24-én került a mozikba, Magyarországon, 2004. április 1-jén.
Főként A kör, a Jelek, a Mátrix – Újratöltve és a 8 mérföld című filmeket figurázza ki.

## Történet
|  | Alább a cselekmény részletei következnek! |

Katie és Beca a két fiatal lány, miután egy elátkozott videókazettáról beszélgetnek, különös események után meghalnak. Eközben Washington környékén, egy csendes farmon, az özvegy gazda, Tom Logan és az ügyetlen testvére George, gabonaköröket fedeznek fel a kukoricásukban.
Cindy Campbell jelenleg hírriporterként tevékenykedik. Örökbefogadta furcsa unokaöccsét, Codyt, akinek egyébként a nő legjobb barátja, Brenda Meeks a tanára. George, éppen az unokahúgáért, Sue-ért megy az iskolába, és kiderül hogy az egy osztályba jár Codyval, így hát amikor a férfi összefut Cindyvel, egyből megtetszenek egymásnak. George meghívja őt és Brendát az esti rap csatára, amelyen a haverjai, Mahalik és CJ is részt vesznek, azonban a buli káoszba torkollik, a rasszista baklövéseknek köszönhetően.
Brenda elhívja magához Cindyt, mert veszélyben érzi magát, mivel állítása szerint megnézett egy rémisztő videót. Miután többször is megtréfálja a barátnőjét, a televízió bekapcsol, és kimászik belőle Tabitha, de Brenda hiába szólongatja Cindyt, az rá se hederít. Némi viaskodás után a vízi hulla végez Brendával. Miután Cindy visszatér, megtalálja a nő holttestét. George miután értesül a történtekről, kicsit eltúlozva mondja el Sue-nak, Tom pedig találkozik Sayaman-nel, aki miatt meghalt a neje, Annie. Brenda virrasztásán, George és barátja Mahalik, újra akarják éleszteni az elhunytat, de csak azt érik el, hogy felzaklatják a gyászolókat. Cindy megtalálja és megnézi a kazettát, majd egy titokzatos telefonáló megfenyegeti, hogy hét munkanapon belül meghal. Az aggodalmaskodó nőt CJ elküldi a látnok nagynénjéhez, Shaneequához, és férjéhez, Orpheushoz. Felfedeznek egy világítótornyot a szalagon, és rövidesen Shaneeque verekedésbe keveredik Tabitha anyjával, a televízión keresztül. Azt tanácsolják Cindynek, hogy keresse meg a világítótornyot a rejtély megfejtéséért. Amikor hazér, felfedezi, hogy Cody is megnézte a kazettát.
A Logan farmon rejtélyes dolgok történnek, még egy Michael Jacksonnak öltözött idegennel is összefutnak. Munka közben Cindy világítótornyok képeit kutatgatja, és Cody érdekében mindenkit figyelmeztetni akar, így üzenetet ír a híradó súgógépébe, de főnöke megakadályozza. Harris elnök úgy dönt, hogy személyesen látogat el a farmra, hogy kivizsgálja az esetet. Cindy meglátogatja a világítótorony építészét, akitől megtudja, hogy Tabitha az ő örökbefogadott lánya volt, és rossz viselkedése miatt a felesége a kerti kútba dobta, de előtte a lány elkészítette a videót. Tévésen az ő kazettáját vitte vissza egy másik helyett, így a világra szabadította a bosszúszomjas Tabitha átkát. A férfi szerint az idegenek segíteni szeretnének a lánynak a világ elpusztításában.
Hazatérve Cindy rájön, hogy minden csatornán a videót sugározzák, és megtudjuk, hogy az űrlények már felbukkantak a Földön. Codyt a Logan farmon találja, ahol már Tom, George, Sue és a kisfiú is felkészült az invázióra. A pincében rejtőznek el, majd felbukkan Mahalik, a férfiak pedig úgy döntenek, felmennek harcolni. Kiderül, hogy az idegenek békés szándékkal érkeztek a földre, és csak a fajukat veszélyeztető Tabithával akarnak leszámolni.
Az alagsorban Cindy felismeri a videón látható pincét és még a kutat is megtalálja, ahol a kislány megfulladt. Tabitha megjelenik és rövid küzdelem után foglyul ejti Codyt. Cindy és George felajánlják, hogy legyen a családjuk része, és úgy tűnik, Tabitha elfogadja az ajánlatot, de kijelenti, csak viccelődött. Éppen megtámadná őket, de Harris elnök tudtán kivül belöki a kútba. Az idegenek békével távoznak, Cindy és George pedig összeházasodik. A nászutra menet eszükbe jut, hogy otthagyták Codyt. Miután elkerülik a fiú elütését, egy másik autó lapítja ki őt.
|  | Itt a vége a cselekmény részletezésének! |

## Szereplők
| Szerep                          | Színész             | Magyar hang          |
| ------------------------------- | ------------------- | -------------------- |
| Cindy Campbell                  | Anna Faris          | Mezei Kitty          |
| Brenda Meeks                    | Regina Hall         | Rudolf Teréz         |
| Tom                             | Charlie Sheen       | Czvetkó Sándor       |
| George                          | Simon Rex           | Dózsa Zoltán         |
| Mahalik                         | Anthony Anderson    | Boros Zoltán         |
| Harris elnök                    | Leslie Nielsen      | Sztankay István      |
| Becca                           | Pamela Anderson     | Mics Ildikó          |
| Annie                           | Denise Richards     | Árkosi Kati          |
| Ross Giggins                    | Jeremy Piven        | Kálloy Molnár Péter  |
| Kate                            | Jenny McCarthy      | Wessely-Simonyi Réka |
| Carson Ward                     | Timothy Stack       | Juhász György        |
| Orpheus                         | Eddie Griffin       | Láng Balázs          |
| Thompson ügynök                 | Ja Rule             | Janovics Sándor      |
| Trooper Champlin                | Camryn Manheim      |                      |
| Cody                            | Drew Mikuska        | Penke Bence          |
| Sue                             | Jianna Ballard      | Talmács Márta        |
| ShaNeequa / The Oracle nagynéni | Queen Latifah       | Braun Rita           |
| John Wilson                     | D. L. Hughley       | Király Attila        |
| CJ                              | Kevin Hart          | Crespo Rodrigo       |
| Tabitha                         | Marny Eng           | Fésűs Bea            |
| Édes Tabitha                    | Naomi Lawson-Baird  | Fésűs Bea            |
| Tabitha hangja                  | Phil Dornfeld       | Szalai Imre          |
| Tabitha anyja                   | Lori Stewart        |                      |
| Elaine                          | Elaine Klimaszewski | Nem szólal meg       |
| Diane                           | Diane Klimaszewski  | Nem szólal meg       |
| Muldoon atya                    | Darell Hammond      | Gardi Tamás          |
| Építész                         | George Carlin       | Gruber Hugó          |
| Fat Joe                         | Fat Joe             | Papucsek Vilmos      |
| Michael Jackson                 | Edward Moss         | Pipó László          |
| Macy Gray                       | Macy Gray           | Braun Rita           |

## Filmzene
1. Elfie – "School Girls"
2. Genuine Music – "I Love"
3. David Carpenter – "Junk in the Trunk"
4. Aman – "Creep While You Sleep"
5. Gage – "Who U Lookin' At"
6. N-Kroud Kliq – "Ridin' Rollin'"
7. Aman – "Thugs Never Smilin'"
8. Dame Lee – "Fearless"
9. Fat Joe – "Mad Cow Rap"
10. Simon Rex – "George's Rap"
11. Kebyar – "Smoke It Up"
12. Jug – "Do You Wanna" (Mayhem Remix)
13. Dame Lee feat. Jug – "Rock Rock Bounce Bounce"

## Díjak, jelölések
| Év   | Díj                  | Kategória                                        | Jelölt           | Eredmény |
| ---- | -------------------- | ------------------------------------------------ | ---------------- | -------- |
| 2004 | BMI Film Music Award |                                                  | James L. Venable | Elnyerte |
| 2004 | Blimp Award          | Kedvenc filmszínésznő                            | Queen Latifah    | Jelölve  |
| 2004 | MTV Movie Award      | Legjobb cameo                                    | Simon Cowell     | Elnyerte |
| 2004 | Teen Choice Award    | Choice Movie Your Parents Didn't Want You to See |                  | Jelölve  |